# 奥尔希瓦
奥尔希瓦，是西班牙安达卢西亚自治区格拉纳达省的一个市镇。总面积134平方公里，2001年普查人口總數為4873人，人口密度為每平方公里36人